# Postulado das paralelas

Se a soma dos ângulos internos α e β for menor que 180°, as duas linhas retas, produzidas indefinidamente, se encontrarão naquele lado.

O postulado das paralelas, também conhecido como quinto postulado de Euclides, foi enunciado por volta dos anos 300 a.C. no seu famoso livro “Os Elementos”, da seguinte forma: “É verdade que, se uma reta ao cortar duas outras, forma ângulos internos, no mesmo lado, cuja soma é menor do que dois ângulos retos, então as duas retas, se continuadas, encontrar-se-ão no lado onde estão os ângulos cuja soma é menor do que dois ângulos retos”. Este postulado, foi motivo de muita polêmica durante toda história da Geometria, atravessando 2087 anos, foi o motivador de muitas tentativas fracassadas de demonstração e descobertas de geometrias alternativas.

## As tentativas de demonstração e o surgimento das Geometrias Não-Euclidianas
Ptolomeu: Dos escritos do filósofo, matemático e historiador, Proclo (410-485) vieram comentários a respeito do trabalho de Ptolomeu. Segundo ele, Euclides viveu em Alexandria durante o reinado do primeiro Ptolomeu, que era também geógrafo e astrônomo, e este, escreveu um livro sobre o quinto postulado de Euclides, onde era proposta uma das suas primeiras tentativas de demonstrações. Intitulava-se "Que linhas prolongadas de ângulos menores que dois ângulos retos encontram-se uma com a outra". O que Ptolomeu afirma no título do livro é precisamente o quinto postulado de Euclides, no sentido em que os ângulos a que se refere são os dois ângulos também referidos no dito postulado como menores que dois retos, Porém, sua demonstração continha um erro, pois assumia que o paralelismo acarreta na congruência de duas figuras, quando assume que as propriedades aceitas para os ângulos interiores de um lado da reta transversal também devem ser válidas para os ângulos do outro lado, ele acabou admitindo uma propriedade que é verdadeira somente sob a validade do Postulado das Paralelas.  
Posidônio de Apameia (135 - 51 a.C.): No século I a.C., Posidônio apresentou uma definição de paralelismo segundo a qual as retas paralelas são as retas equidistantes, ou seja, duas linhas retas são paralelas se a distância medida numa qualquer perpendicular de uma delas for sempre igual, independentemente da perpendicular escolhida. Assumir isto é equivalente a pressupor o quinto postulado e, por isso, as demonstrações baseadas nesta definição não estavam corretas.
Proclo (410-485): nasceu em Constantinopla por volta do ano 410. Estudou filosofia em Alexandria e, posteriormente, foi para Atenas, estudar com Plutarco na Academia de Platão. Mais tarde, chegaria a diretor da Academia, cargo que manteve até morrer, no ano 485. Como já relatado a obra "Comentário sobre o Livro I dos Elementos de Euclides" é a principal fonte de conhecimentos sobre a história antiga da geometria grega. Após comentar sobre o trabalho de Ptolomeu, o próprio Proclo indicou a falha na demonstração deste e propôs a sua prova. Seu argumento consiste em mostrar que dadas duas retas paralelas, se uma transversal intersecta uma delas, deveria então intersectar a outra. Ele acaba admitindo que duas retas paralelas são equidistantes. Essa propriedade é válida dentro da Geometria Euclidiana, como consequência da validade do V postulado.
Aganis: numa tradução do século XII de um comentário árabe aos elementos de Euclides de Al-Nirizi (século IX), é citado Simplício (século VI) que, num comentário seu ao primeiro livro de Euclides, terá apresentado a demonstração de Aganis, que comete o erro de assumir uma definição de paralelismo semelhante à de Posidônio. O fato de esta demonstração de Aganis chegar até nós através do comentário de um matemático árabe é sintomático da importância da Matemática árabe após a decadência da Grécia.
Nasiredine ou Nácer Edine al-Tusi (1201 - 1274): apresenta também uma demonstração do quinto postulado. Nesta demonstração, Nasiredine supõe que se duas retas AB e CD são cortadas por uma reta PQ que é perpendicular apenas a uma delas (por exemplo, AB). Então, as distâncias medidas nas perpendiculares de AB para CD serão menores do lado em que PQ faz ângulos agudos com CD e maiores do lado em PQ faz ângulos obtusos com CD. O seu erro reside no fato desta suposição ser equivalente ao quinto postulado.
Clavio (1537-1612): traduziu para latim os Elementos, reproduziu e criticou a demonstração de Proclo e apresentou uma demonstração sua do quinto postulado. A sua demonstração assenta no fato de o conjunto dos pontos equidistantes de uma reta (de um lado da reta) formarem uma linha reta. Ora, supor isso é equivalente a supor o quinto postulado. A sua demonstração acaba por ter algumas semelhanças com a de Nasiredine.
Cataldi (1548-1626): é o primeiro matemático a publicar uma obra exclusivamente dedicada à teoria das paralelas. Cataldi assume uma hipótese que é equivalente ao quinto postulado: linhas retas não equidistantes convergem numa direção e divergem na outra.
Borelli (1608-1679) e Vitale (1633-1711): irão, nos seus estudos, regressar à ideia de equidistância das linhas paralelas, que havia sido levantada por Posidônio.
Jonh Wallis (1616 - 1703): abandona a ideia de equidistância que os seus antecessores matemáticos haviam utilizado sem sucesso para tentar demonstrar o postulado. Wallis desiste de tentar demonstrar o quinto postulado a partir unicamente dos primeiros quatro postulados e introduz um axioma que considera ser mais plausível que o quinto postulado: sobre um segmento é sempre possível construir um triângulo semelhante a um triângulo dado. Wallis demonstra com sucesso o quinto postulado, mas utiliza um axioma alternativo, portanto o que prova é equivalência desse axioma ao quinto postulado (porque reciprocamente, o quinto postulado implica aquele axioma).  Na sua demonstração do quinto postulado, Wallis ao provar que uma determinada hipótese é equivalente ao quinto postulado, acaba por não fazer algo muito diferente dos seus antecessores. Contudo, é de destacar o fato de estar consciente disso e apresentar o seu axioma como alternativa ao quinto postulado.
Girolamo Saccheri (1667-1733): se dedicou muito a tentar demonstrar o quinto postulado de Euclides e que deu um passo largo no caminho das geometrias não euclidianas. Em primeiro lugar, Saccheri analisou e criticou muitas das tentativas de demonstrar o quinto postulado por matemáticos anteriores. Nessas análises, Saccheri sublinhou que tudo tinha que ser demonstrado e que, portanto, não fazia sentido tomar certas hipóteses sem as demonstrar, como haviam feito muitos matemáticos anteriores. Saccheri não cometeu esse erro. Profundamente convicto de que poderia demonstrar o quinto postulado, embrenhou-se num longo estudo com esse objetivo, sem nunca considerar o quinto postulado. Começou por considerar um tipo especial de quadriláteros (os quadriláteros de Saccheri), que se caracterizam por ter um par de lados opostos iguais e perpendiculares a um terceiro lado. Este lado chama-se base e o oposto é o topo. Os ângulos β e α são os ângulos de topo. Intuitivamente, a tendência será dizer que é óbvio que estes quadriláteros são retângulos e os ângulos β e α têm de ser retos. Contudo, por incrível que pareça se não for considerado o quinto postulado, essa afirmação não pode ser provada! Saccheri provou várias equivalências ao quinto postulado: todos os quadriláteros de Saccheri são retângulos. Nesse sentido, Saccheri procurou provar que os quadriláteros por ele inventados seriam retângulos mesmo que não se considerasse o quinto postulado. Primeiro, provou que os ângulos de topo teriam que ser congruentes e que, por isso, teriam que ser ambos retos, ambos agudos ou ambos obtusos. Então, procedeu a uma demonstração por redução ao absurdo: considerou três hipóteses  consoante os ângulos (a hipótese do angulo agudo (HAA), a hipótese do angulo reto (HAR) e a hipótese do angulo obtuso (HAO)) e procurou atingir absurdos a partir de HAA e HAO, para concluir que HAR era a única possível. O esforço de Saccheri teve sucesso ao provar que HAO levava a um absurdo. Contudo, o sucesso não foi total, pois HAA é impossível provar ser um absurdo. Ao considerar HAA, Saccheri vai estudar a geometria hiperbólica sem perceber isso. Na busca de absurdos, vai demonstrar propriedades desta nova geometria até chegar a um ponto em que, talvez por querer tanto que aquilo resultasse num absurdo, comete um erro na demonstração que o faz pensar ter chegado à conclusão que pretendia. No ano da sua morte, é publicada a obra, intitulada de Euclides ab omne naevo vindicatus, o que significará algo como Euclides liberto de todos os erros. Para ele, o grande erro de Euclides era ter colocado aquele resultado como postulado e para livrá-lo dos erros tinha de demonstrá-lo. Há quem defenda que Saccheri percebeu que a sua demonstração não estava absolutamente correta e que por isso hesitou tanto antes de publicá-la.
Georg Klügel (1739-1832): consistiu em analisar vinte e oito tentativas de demonstrar este postulado. Klügel concluiu que todas eram insatisfatórias e sugeriu que o postulado não podia ser provado e que apenas era aceito como verdadeiro por causa dos testemunhos dos nossos sentidos. Aqui, finalmente, começa a ser levantada a possibilidade de ser impossível demonstrar o quinto postulado.
Lambert (1728-1777): estudou as investigações de Saccheri e descobriu novos resultados no âmbito da HAA. Lambert teve também uma aproximação semelhante à de Saccheri, ao estudar quadriláteros cujas características essenciais seriam ter pelo menos três ângulos retos (quadriláteros de Lambert). Também ele contribuirá com novos resultados para a geometria não euclidiana, mas não atingirá contradição. Nos finais do século XVIII, o estudo da teoria das paralelas, que já havia dado frutos na Itália e na Alemanha, começa a ter notáveis avanços também em França. Por esta altura, vários matemáticos famosos franceses manifestaram interesse nesta temática da teoria das paralelas e o quinto postulado, como foi o caso de D'Alembert, Lagrange, Carnot e Laplace. D'Alembert teria falado no "escândalo da geometria" a propósito do fracasso das muitas tentativas de demonstração do quinto postulado!
John Playfair (1748-1819): introduz um axioma que considera ser mais plausível que o quinto postulado: dada uma reta e um ponto exterior, existe uma e uma só reta contendo o ponto e paralela à reta dada. Há uma equivalência entre o quinto postulado e o axioma de Playfair, assim como o axioma de  Wallis.
Adrien Marie Legendre (1752-1833): um dos melhores matemáticos do seu tempo e que, de tal modo desenvolveu uma espécie de obsessão pela demonstração do quinto postulado, que durante 29 anos publicou tentativa após tentativa em várias edições do seu Élements de Géométrie. No século XIX, começa-se a compreender que é possível uma geometria sem o quinto postulado, embora ainda se acredite que no espaço físico é a geometria euclidiana a única possível.
Carl Friedrich Gauss (1777-1855): Possivelmente teria se interessado pelas discussões sobre o quinto postulado de Euclides desde 1792, quando tinha apenas 15 anos de idade. Ao longo dos anos, através de suas correspondências, é possível perceber seus trabalhos e investigações no que se refere a formalização de uma nova geometria. Inicialmente, Gauss, utilizando-se do método de redução ao absurdo, teria tentado demonstrar o quinto postulado. Trabalhando na tentativa de prova do quinto postulado  que, cautelosamente, mas de forma cada vez mais clara, foi aumentando a sua certeza em relação ao fato deste postulado não ser demonstrável. Logo ele percebera que se utilizasse uma armação que contrariasse este postulado, não encontraria contradição alguma nos resultados, aliás, ele percebe que acaba formulando uma Geometria diferente da Euclidiana, porém completamente satisfatória. Durante a segunda década do século XIX que Gauss começa a desenvolver as ideias da nova Geometria. Ele foi o primeiro a designar a nova geometria de Geometria não euclidiana.
Janos Bolyai (1802-1860): estudou matemática com seu pai, e, devido a isto, acabou se interessando pela teoria das paralelas. Seu pai saturado com esse problema, pede que deixe de lado essa questão: Pelo amor de Deus, te peço que abandones. Ela teme mais do que paixões sensuais, porque ela também ocupa todo o seu tempo, te priva de saúde, paz de espírito e felicidade na vida. Janos, porém, continuou trabalhando, e, admitindo que por um ponto fora de uma reta passam pelo menos duas retas paralelas a reta dada, conseguiu resultados de natureza diferenciada, de modo que sua atenção foi voltando para a possibilidade de formular uma outra Geometria. Inicialmente imaginou uma Geometria geral que tivesse a Geometria Euclidiana como caso particular. No entanto, durante a terceira década do século XIX o trabalho de Janos foi ganhando forma, admitindo uma armação que contrariasse o postulado das paralelas, Janos alcançou diversos resultados, que constituiu a geometria que mais tarde seria chamada de Geometria Hiperbólica.
Nikolai Ivanovich Lobachewsky (1793-1856): dedicou mais de vinte anos _a descoberta da nova geometria (geometria hiperbólica), que inicialmente ele chamou de geometria imaginária. A primeira apresentação pública de seu trabalho foi feita a Sociedade de Física- Matemática da cidade de Kazan, em 1826, sem nenhuma aceitação, pois suas armações punham em dúvida a inquestionável Geometria de Euclides. Em 1829, publicou o artigo Sobre os Princípios da Geometria que marca o nascimento oficial da Geometria não euclidiana. Neste artigo ele se mostra completamente convencido de que o quinto postulado de Euclides não pode ser provado com base nos outros quatro, e constrói a ideia da nova geometria fundamentada na hipótese, contraria ao V Postulado de Euclides, de que por um ponto fora de uma reta pode-se traçar mais de uma reta no plano que não encontra a reta dada. Estes resultados se tornaram um marco revolucionário da geometria, mostrando que a Geometria Euclidiana não era a verdade absoluta suposta até então, e tornando necessário fazer-se uma revisão completa nos conceitos fundamentais da Matemática.
Beltrami: Em 1868, Beltrami prova a consistência de uma geometria não euclidiana, ao provar que se a geometria euclidiana é consistente, também o é a geometria hiperbólica. Deste modo, provou que era impossível demonstrar o quinto postulado pois, provou que não havia contradição lógica em considerar os quatro primeiros postulados e um quinto que contrariasse o quinto postulado de Euclides.
Matthew Ryan: Em 1905, Matthew Ryan, desconhecido no mundo científico,  publicou um folheto de 30 páginas Euclid's World-Renowned Parallel Postulate em que mistura o quinto postulado com religião. Este senhor demonstra o quinto postulado recorrendo a linhas em movimento, o que é não é permitido na geometria euclidiana e, portanto, não faz muito sentido. Este autor revela um autêntico pânico perante a ideia de Geometrias Não euclidianas e quase anuncia o apocalipse, como se pode depreender das suas palavras de conclusão: "As loucas Satânicas deduções da Geometria Não euclidiana; juntamente com as declarações tolas dos Não euclidianos, mostra que a invenção da Geometria "imaginária" ou Não euclidiana é bestialmente tola; e, por isso, de natureza a desorientar as mentes, desperdiçar o tempo, e destruir a saúde de milhões de estudantes cada ano." "…O ensino da Geometria "imaginária" ou Não euclidiana em universidades e escolas geraria uma raça de estudantes arrogantes e imbecis, que colocariam a sociedade em perigo através da aplicação de raciocínios "imaginários" e falaciosos aos temas mais importantes, como o governo humano, trabalho e capital, doutrina Cristã, milagres de Cristo, Deus" (traduzido de Dudley, 1992, p. 158).
J. Callahan: Em 1931, J. Callahan, o presidente de uma universidade nos EUA apresentou uma demonstração do quinto postulado, numa obra que denominou de Euclid or Einstein. Nesta obra, critica os principais matemáticos que desenvolveram as geometrias não euclidianas: Gauss, Bolyai, Lobachevsky, Riemann… Ou seja, não é uma tentativa ingênua de quem não conhece a longa história deste postulado, mas pelo contrário, é um tentativa de demonstração que tem por objetivo rebater tudo o que já foi descoberto de geometrias não euclidianas. Contudo, este autor utiliza uma definição de linhas paralelas similar à de Posidônio, estando aí o fundamento para a sua demonstração (dizer que retas paralelas são equidistantes é equivalente a afirmar o quinto postulado).

## Propriedades equivalentes
O postulado das paralelas é equivalente ao postulado de Playfair, que afirma:

No máximo uma reta pode ser desenhada por qualquer ponto que não esteja em uma reta paralela em relação a reta dada em um plano.

A seguir outros equivalentes ao quinto postulado de Euclides:
Muitas outras declarações equivalentes ao postulado das paralelas foram sugeridas, algumas delas aparentemente não relacionadas ao paralelismo, e algumas parecendo tão auto-evidentes que eram inconscientemente assumidas por pessoas que afirmavam ter comprovado o postulado das paralelas a partir dos outros postulados de Euclides. Essas declarações equivalentes incluem:
1. Existe no máximo uma reta que pode ser traçada paralela a outra dada por um ponto externo. (Axioma de Playfair)
2. A soma dos ângulos em cada triângulo é 180° (postulado do triângulo).
3. Existe um triângulo cujos ângulos somam 180°.
4. A soma dos ângulos é a mesma para todos os triângulos.
5. Existe um par de triângulos similares, mas não congruentes.
6. Todo triângulo pode ser circunscrito.
7. Se três ângulos de um quadrilátero são ângulos retos, então o quarto ângulo também é um ângulo reto.
8. Existe um quadrilátero em que todos os ângulos são retos, ou seja, um retângulo.
9. Existe um par de linhas retas que são equidistantes.
10. Duas linhas paralelas à mesma linha também são paralelas entre si.
11. Em um triângulo retângulo, o quadrado da hipotenusa é igual à soma dos quadrados dos outros dois catetos (Teorema de Pitágoras).[4][5]
12. A Lei dos cossenos, uma generalização do Teorema de Pitágoras.
13. Não há limite superior para a área de um triângulo. (Wallis axiom)[6]
14. Os ângulos de topo do quadrilátero de Saccheri são 90°.
15. Se uma linha intercepta uma de duas linhas paralelas, ambas coplanares com a linha original, ela também intercepta a outra. (axioma de Proclus )[7]

No entanto, as alternativas que empregam a palavra "paralelo" deixam de parecer tão simples quando se é obrigado a explicar qual das quatro definições comuns de "paralelo" se entende – separação constante, nunca se encontrando, mesmos ângulos cruzados por "algum" ' terceira linha, ou mesmo ângulos cruzados por 'qualquer terceira linha – já que a equivalência dessas quatro é em si uma das suposições inconscientemente óbvias equivalentes ao quinto postulado de Euclides. Na lista acima, sempre se refere a linhas que não se cruzam. Por exemplo, se a palavra "paralelo" no axioma de Playfair significa 'separação constante' ou 'mesmos ângulos cruzados por qualquer terceira linha', então ela não é mais equivalente ao quinto postulado de Euclides e é demonstrável a partir dos quatro primeiros (o axioma diz 'Há no máximo uma linha…', o que é consistente com a inexistência de tais linhas). No entanto, se a definição for tomada de modo que linhas paralelas sejam linhas que não se cruzam, ou que tenham alguma linha que as cruze nos mesmos ângulos, o axioma de Playfair é contextualmente equivalente ao quinto postulado de Euclides e, portanto, é logicamente independente dos quatro primeiros postulados. Observe que as duas últimas definições não são equivalentes, porque na geometria hiperbólica a segunda definição vale apenas para linhas ultraparalelas.